# Dorpater Naturforscher-Gesellschaft

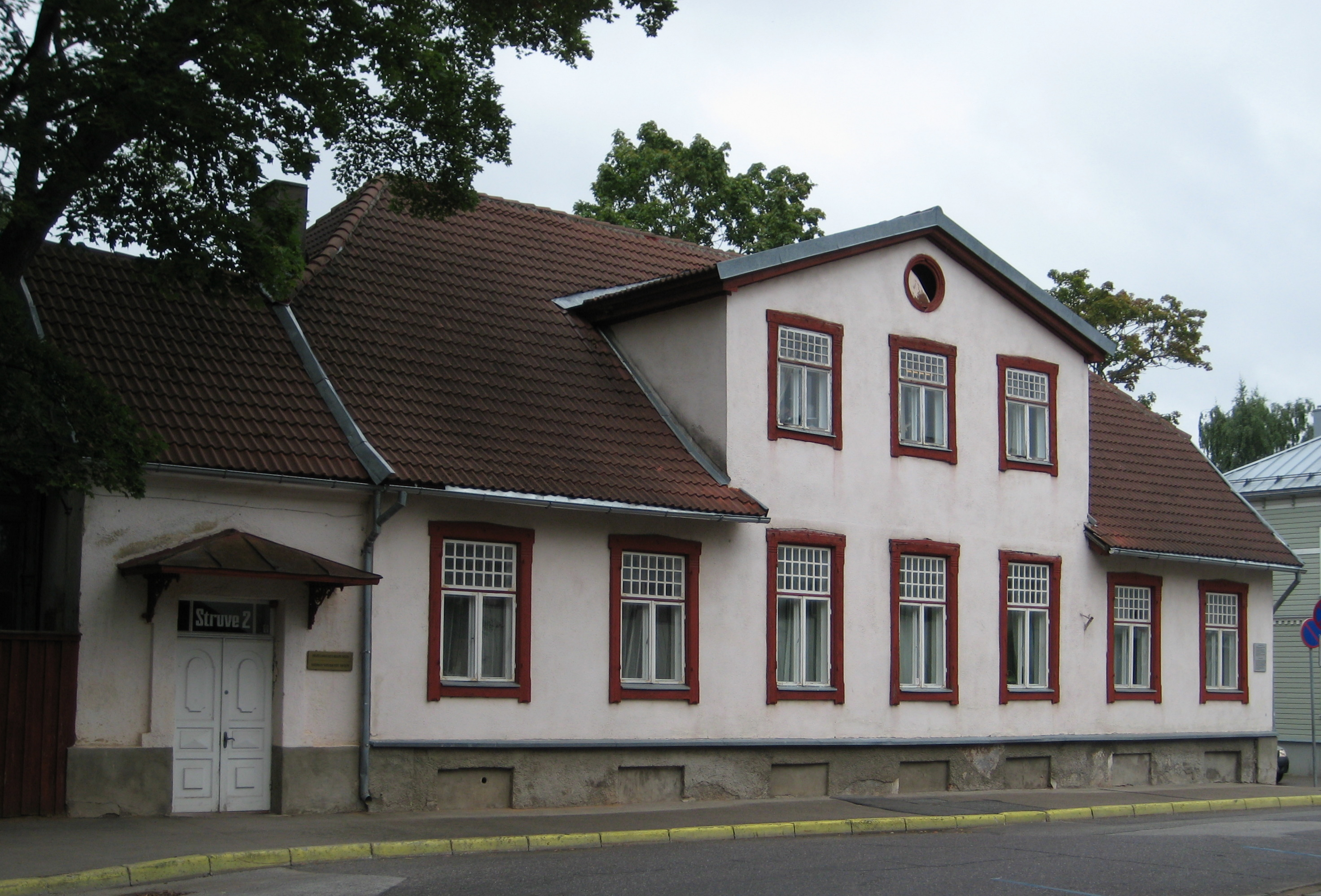
Gebäude der Gesellschaft in Tartu (Struwe-Straße 2)

Die Dorpater Naturforscher-Gesellschaft (heute die (1991 gegründete) Eesti Looduseuurijate Selts, Abk. ELUS) bei der Universität Dorpat (später Jurjew bzw. Tartu) (gegründet 1853) war bzw. ist ein naturwissenschaftlicher Verein im Russischen Kaiserreich bzw. Estland mit Sitz in Dorpat (Jurjew, Tartu), seit 1991 in Tallinn. Die Naturforschende Gesellschaft beansprucht für sich, die älteste bis heute fortbestehende wissenschaftliche Gesellschaft in den baltischen Ländern zu sein.

## Geschichte
Sie war einer der wichtigsten Filialvereine der Livländischen Gemeinnützigen und Ökonomischen Sozietät. Einer der Mitbegründer der Dorpater Naturforschergesellschaft war Alexander von Schrenk. Der aus Sankt Petersburg nach Dorpat zurückgekehrte Karl Ernst von Baer war 1869 zu ihrem Vorsitzenden gewählt worden.
Die Gesellschaft veröffentlichte die Sitzungsberichte (SDNG), mit zahlreichen Beiträgen auf Deutsch zur Zoologie, Botanik, Geologie und Meteorologie zu den baltischen Staaten und Russland. Ihr Nachfolger wurde die Obščestvo Estestvoispytatelej (Jur’ev), der die Loodusuurijate Selts (Tartu) folgte, dieser die Obščestvo Estestvoispytatelej (Ėstonskaja SSR, mit Sitz in Tallinn), dieser die Ėstonskoe Obščestvo Estestvoispytatelej (mit Sitz in Tallinn) und dieser schließlich die 1991 gegründete Eesti Looduseuurijate Selts (mit Sitz in Tallinn).
Ihre Sammlungen befanden sich im alten Universitätsgebäude.
Zu ihren Präsidenten zählten Carl Eduard von Liphart, Karl Ernst von Baer, Edmund August Russow, Nikolai Ivanovitš Kuznetsov, Johannes Piiper, Paul Kogermann, Theodor Lippmaa, Eerik Kumari, Hans Trass, Erast Parmasto.
Andere Namen für die Gesellschaft sind: Naturforscher-Gesellschaft (Dorpat), Naturforscher-Gesellschaft (Jur’ev),
Kaiserliche Universität Dorpat. Dorpater Naturforscher-Gesellschaft, Imperatorskij Derptskij Universitet. Dorpater Naturforscher-Gesellschaft, Imperatorskij Jurʹevskij Universitet. Dorpater Naturforscher-Gesellschaft, Kaiserliche Universität Dorpat. Naturforscher-Gesellschaft, Imperatorskij Derptskij Universitet. Naturforscher-Gesellschaft, Imperatorskij Jur’evskij Universitet. Naturforscher-Gesellschaft, Naturforscher-Gesellschaft bei der Universität Dorpat,
Naturforscher-Gesellschaft bei der Universität Jurjew, Obščestvo Estestvoispytatelej pri Imperatorskom „Jur’evskom“ Universitete.